# Сталеві печери
«Сталеві печери» (англ. The Caves of Steel) — науково-фантастичний роман, детектив американського письменника Айзека Азімова з циклу творів «Роботи», присвячений пригодам двох детективів майбутнього — землянина Іллі Бейлі та людиноподібного робота Деніела Оліво.
Вперше вийшов в «Galaxy Magazine» 1953 року, 1954 року вийшов у видавництві «Doubleday».

## Сюжет
Дія роману відбувається в далекому майбутньому на Землі у місті-нащадку сучасного Нью-Йорка. Земляни змушені жити в гігантських перенаселених підземних містах, використовуючи атомну енергію і харчуючись штучно синтезованою їжею, значна частина якої вирощена на дріжджових фабриках. Безробіття і страх, що роботи відберуть робочі місця, викликали роботофобію, а тіснота та постійне перебування в закритому від сонячного світла місті-будинку розвинули у людей агорафобію.
Поряд з Нью-Йорком знаходиться Космотаун, спеціальне місце, де живуть спейсери — представники інших 50 заселених планет, які фактично контролюють Землю і стоять на заваді тому, щоб земляни покинути планету і заселили Галактику. На відміну від землян спейсери процвітають. Незначне за кількістю населення їхніх планет використовує роботів для виконання більшості робіт. Спейсери мають панічний страх перед земними мікробами. На Землі існує рух медієвістів, що виступає за повалення уряду і розрив контактів зі спейсерами.
Роботехніки спейсерів Хан Фастольф і Рой Сартон займалися проблемою конструювання людиноподібних роботів. Був створений Р. Деніел Оліво (англ. R. Daneel Olivaw), чия зовнішність була точною копією Сартона. Зав'язка сюжету — вбивство Сартона у власному будинку в Космотауні пострілом із бластера. Щоб уникнути скандалу, поліції Нью-Йорка довелося виділити для розслідування свого співробітника Іллю Бейлі. У напарники йому спейсери (під впливом Фастольфа) призначили Р. Даніела Оліво, якого зовнішньо дуже важко відрізнити від спейсера.
Бейлі з'ясовує, що медієвісти знали про те, що Р. Даніел Оліво — робот, незважаючи на засекреченість цієї інформації. Він також з'ясовує, що поліційний комісар Ендербі, його начальник, також був медієвістом і намагався знищити Даніела. Однак Ендербі помилився і вистрілив у самого Сартона, який відкрив йому двері. Бейлі звинувачує Ендербі у вбивстві, проте не видає його владі. Хен Фастольф, задоволений результатом розслідування, усвідомлює, що для заохочення землян до галактичної експансії потрібно закрити Космотаун (як подразник ненависті до спейсерів) та діяти через співпрацю з лідерами мідієвістів.

## Переклади на інші мови
- 1. Asimov, Isaac: Bóvedas de acero [Spanish] / Blanco, Francisco / Barcelona: Martínez Roca [Spain], 1979. 172 p.
- 2. Asimov, Isaac: Der Mann von drüben [German] / Werner, Hansheinz / München: Heyne [Germany], 1979. 187 p. 10. Aufl.
- 3. Asimov, Isaac: Caça aos robôs [Portuguese] / Auersperg, Agatha Maria / São Paulo: Hemus [Brazil], 1979. 296 p.
- 4. Asimov, Isaac: Kôtetsu toshi [Japanese] / Masami, Fukishima / Tokyo: Hayakawa syobô [Japan], 1979. 358 p.
- 5. Asimov, Isaac: Stålgrottorna [Swedish] / Bengtsson, Vanja / Bromma: Delta [Sweden], 1978. 212 p.
- 6. Asimov, Isaac: Bóvedas de acero [Spanish] / Blanco, Francisco / Barcelona: Martínez Roca [Spain], 1980. 172 p.
- 7. Asimov, Isaac: Caça aos robôs [Portuguese] / Auersperg, Agatha Maria / São Paulo: Hemus [Brazil], 1979. 296 p.
- 8. Asimov, Isaac: Der Mann von drüben [German] / Werner, Hansheinz / Wien: Buchgemeinschaft Donauland [Austria], 1981. 222 p.
- 9. Asimov, Isaac: Çelik mağaralar [Turkish] / Kayabal, Aslı / Istanbul: Baskan Yayınları A.Ş. [Turkey], 1983. 238 p.
- 10. Asimov, Isaac: De robot moorden [Dutch], De blotze zon [Dutch], De stalen holen [Dutch] / Cramer-Westerhoff, B. J. / Amsterdam: Meulenhoff [Netherlands], 1985. 436 p.